# Phorocerosoma pulchra
Phorocerosoma pulchra là một loài ruồi trong họ Tachinidae.